# The General (canção)
"The General" é uma canção da banda americana de hard rock Guns N' Roses. A música foi lançada pela primeira vez como "lado R" do single físico "Perhaps" e como single nas plataformas de streamings em 8 de dezembro de 2023. Assim como o os outros singles lançados desde a semi-reunião da banda em 2016, foi concebido durante as sessões de gravação do álbum Chinese Democracy do final dos anos 90 até os anos 2000.

## Detalhes
O nome de The General veio do baterista Brain, que nomeou a música assim quando a banda estava comendo Frango General Tso (General Tso's chicken) "mas quando [ele] o entregou a Axl ele pensou que se chamava 'The General' porque [ele] estava meio que tirando sarro do Tommy [Stinson] como Tommy era, a banda, você sabe, meio que como o diretor musical [...] e ele pensou, tipo, você sabe, eu estava zombando de Tommy como sendo, tipo, você sabe, como um general... e eu disse, 'Não, cara, foi porque comemos frango do general."
"The General" foi inicialmente gravado durante as sessões do Chinese Democracy. Partes dos arranjos de orquestra da música foram tocadas no início dos shows da banda durante os anos 2000. A música conta com os ex-membros do Guns N' Roses, Brain e Chris Pitman, assim como o compositor Marco Beltrami e o guitarrista Marc Haggard. Antes da música ser lançada, a banda a tocou ao vivo pela primeira vez no Hollywood Bowl em 2 de novembro de 2023. Posteriormente, foi lançado um videoclipe parcialmente gerado por IA para a faixa em 24 de janeiro de 2024. Sobre a música, Sebastian Bach disse:
"Eu estava numa festa de Natal casa do [Axl Rose] ano passado e ele tocou para mim todas as músicas do Chinese Democracy - Quatro álbuns - material valioso. A música mais pesada se chamava The General. Ela era tão demoníaca e maligna. Eu nunca ouvi Axl cantar tão alto quanto ele cantou nessa - exceto talvez em uma minha música."— Sebastian Bach
Bach também disse que Rose disse a ele que a música é uma sequência de "Estranged" do álbum Use Your Illusion II, e, portanto, parte da trilogia composta por "November Rain", "Don't Cry⁣", e "Estranged".
Slash disse sobre suas contribuições para a música: "Basicamente, o material estava lá, e eu simplesmente entrei nessa durante a pandemia e refiz as guitarras, Duff fez o baixo e partimos daí e simplesmente lançamos."

## Recepção
A Billboard descreveu-o como "bombástico". A NME o descreveu como "lenta [e] crescente". Louder Sound a chamou de "épica" e descreveu-a como "lenta", apresentando "um dos vocais mais angustiados de Axl Rose" Stereogum descreveu a música como "Além da voz instantaneamente reconhecível de Axl Rose,“The General” não soa muito como o clássico GN'R. Os versos combinam com alguns arpejos e cítaras que me lembram os Beatles da era Abbey Road com algo como uma batida de trip-hop. Metal Injection descreveu a faixa como tendo "guitarras limpas/com FX no estilo Korn no verso [...] um refrão grande e angular com uma faixa vocal completamente estourada", chamando-a de "fora do comum para o Guns N' Roses".

## Créditos
Créditos por Apple Music.
Guns N' Roses
- Axl Rose – vocais, produção
- Richard Fortus – guitarra
- Barra – guitarra
- Duff McKagan – baixo, vocais de apoio
- Dizzy Reed – teclados
- Chris Pitman – teclados
- Brain – bateria

Créditos adicionais
- Marc Haggard – guitarra
- Marco Beltrami – instrumentos de cordas, composição
- Caram Costanzo – teclados, produção, engenheiro de mixagem
- Eric Caudieux – engenharia adicional